# Sinodina acutipoda
Sinodina acutipoda is een garnalensoort uit de familie van de Atyidae. De wetenschappelijke naam van de soort is voor het eerst geldig gepubliceerd in 1989 door Liang.